# Ochthoeca
Ochthoeca – rodzaj ptaków z podrodziny wodopławików (Fluvicolinae) w rodzinie tyrankowatych (Tyrannidae).

## Zasięg występowania
Rodzaj obejmuje gatunki występujące w Ameryce Południowej.

## Morfologia
Długość ciała 12–17 cm; masa ciała 11,9–17 g.

## Systematyka

### Etymologia
Ochthoeca: gr. οχθος okhthos „wał, kopiec”; οικος oikos „mieszkaniec”, od οικεω oikeō „zamieszkiwać”.

### Podział systematyczny
Do rodzaju należą następujące gatunki:
- Ochthoeca cinnamomeiventris (Lafresnaye, 1843) – kląszczyk ciemnogrzbiety
- Ochthoeca fumicolor P.L. Sclater, 1856 – kląszczyk rdzawy
- Ochthoeca rufipectoralis (d’Orbigny & Lafresnaye, 1837) – kląszczyk rudopierśny
- Ochthoeca piurae Chapman, 1924 – kląszczyk peruwiański
- Ochthoeca oenanthoides (d’Orbigny & Lafresnaye, 1837) – kląszczyk siwogardły
- Ochthoeca leucophrys (d’Orbigny & Lafresnaye, 1837) – kląszczyk białobrewy